# Centrolene quindianum
Centrolene quindianum е вид жаба от семейство Centrolenidae. Видът е уязвим и сериозно застрашен от изчезване.

## Разпространение
Разпространен е в Колумбия.

## Описание
Популацията на вида е стабилна.